# Руфий Антоний Агрипний Волузиан
Руфий Антоний Агрипний Волузиан (на латински: Rufius Antonius Agrypnius Volusianus; * 370, Рим; † 6 януари 437, Константинопол) е политик на Западната римска империя. През 413/414 г. той е проконсул, управител на Африка, praefectus urbi на Рим през 417 – 418 г. и преториански префект на Италия (praefectus praetorio italiae) 428 – 429 г. и на Константинопол. Кореспондира си със Св. Августин Блажени.

## Биография
Син е на Цейоний Руфий Албин (345 – 391; проконсул, префект на Рим 389 – 391 г.) от род Цейонии, син на Цецина Лолиана и Гай Цейоний Руфий Волузиан Лампадий (преториански префект 355 г. praefectus urbi на Рим 365 г.). Прадядо му е Гай Цейоний Руфий Албин (консул 335 г., praefectus urbi на Рим 335 – 337 г.).
Фамилията му има дворец в Остия Антика. Домът на дядо му Лампадий се намирал близо до термите на Константин (Thermae Constantinianae), на Collis Salutaris на хълма Квиринал. Неговите прародители са император Луций Вер (упр. 161 – 169 г.), Гай Цейоний Руфий Волузиан (преториански префект, консул 311 и 314 г., praefectus urbi на Рим 310 – 311 и 313 – 315 г.).
Той има сестра Цейония Албина. Жени се и през 415 г. има дъщеря с името Волузиана, която се омъжва за сенатора и бъдещият император Петроний Максим. Има племенница Мелания.
През 408 г. той е квестор и comes rerum privatorum, или министър на личните финанси на император Хонорий. През 412 г. в Рим е повишен на проконсул, управител на Африка със столица Картаген, където през 411/412 г. се запознава с Св. Августин Блажени, епископ на Хипон. През 412/413 г. е командир на легиони в Африка за потушаването на бунта на Хераклиан. Приятел е и с поета Рутилий Намациан.
След завръщането му в Рим става преториански префект на Италия и пише на Августин Блажени, който споменава това в книгата си De civitate Dei. Става praefectus urbi на Рим през 417 – 417 г. и след това praefectus urbi на Константинопол. През 428 – 429 г. е преториански префект на Италия (Prefetto del pretorio d'Italia e Africa).
През 436 г. е при Валентиниан III и Лициния Евдоксия в Константинопол и посещава племенницата си Мелания и умира на 66 години на 6 януари 437 г.